# Juan Rius Rivera
Juan Rius Rivera (26 de agosto de 1848-20 de septiembre de 1924) fue el militar puertorriqueño de más alto rango en el Ejército Libertador Cubano.

## Primeros años

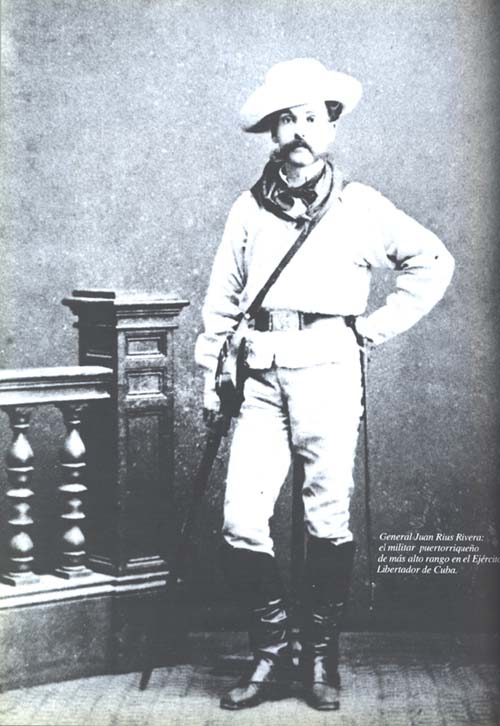
El mayor general Rius Rivera vestido de mambí

Nació en Río Cañas Abajo, Mayagüez, el 26 de agosto de 1848. Fueron sus padres Eusebio Rius y Ramona Rivera, hacendados cafetaleros. Estudia sus lecciones elementales en su pueblo de nacimiento y luego hace sus materias de bachillerato en Barcelona, y estudió Derecho en la Universidad Central de Madrid, pero no se graduó.
Inspirado por los ideales del patriota puertorriqueño Ramón Emeterio Betances, Rius se unió el movimiento independentista en la isla. Fue miembro de la célula revolucionaria de Mayagüez "Capa Prieto" bajo el mando de Matías Brugman. El 23 de septiembre de 1868, Rius participó en la fracasada revuelta contra España conocida como el Grito de Lares.

## Guerra de los Diez Años
Al estallar la guerra de los Diez Años, se trasladó a Cuba a bordo del vapor Anna en el 1870. Inmediatamente se incorporó a las fuerzas dirigidas por el general de brigada José Inclán Risco. Más tarde se une a las fuerzas del general Calixto García. Este último le entrega el mando militar del Primer Regimiento Holguín. Para el 1874, Rius Rivera dirige un Regimiento de Caballería con el nombre de "Céspedes".
Rius Rivera resulta herido en la campaña de Las Villas, mientras combatía bajo el mando del general Máximo Gómez. La guerra de los Diez Años llegó a su fin con el Pacto del Zanjón. Rius no estaba de acuerdo con el pacto y se embarca hacia Europa y luego se retira a Honduras, donde estableció negocios y constituyó su hogar y familia.

## Guerra Necesaria

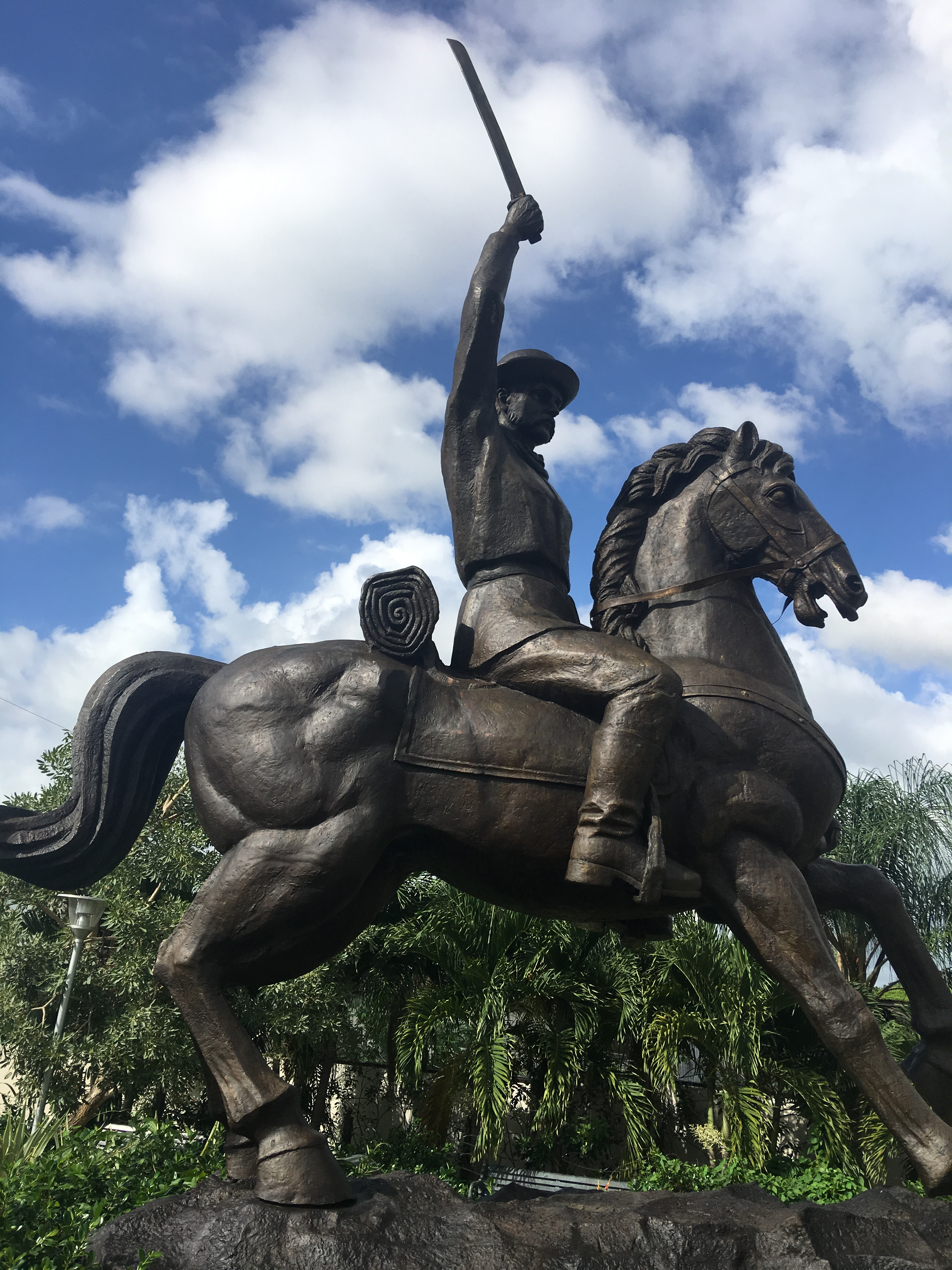
Estatua de Juan Ríus Rivera en Mayagüez, PR

En 1896, durante la Guerra de Independencia cubana retornó a la Isla al frente de la expedición para rescatar al General Antonio Maceo. El 7 de diciembre, el general Maceo fue asesinado en una feroz lucha contra las tropas españolas. El 20 de diciembre, el general Rius fue promovido a comandante en jefe de las fuerzas pinareñas. El 26 de marzo de 1897 fue herido en el combate de Cabezas de Río Hondo y capturado por una operación militar dirigida por el entonces general de brigada Cándido Hernández de Velasco. Deportado a España, permaneció en prisión en Barcelona hasta el fin de la guerra.

## Carrera política y últimos años
En septiembre de 1900 fue elegido por Pinar del Río miembro de la Asamblea Constituyente que redactó en 1901 la primera Constitución de la República independiente de Cuba. Fue Vicepresidente de la Asamblea Constituyente, desempeñando posteriormente cargos en el gabinete de la República. Decepcionado con la Enmienda Platt, abandonó el país definitivamente en 1907 y se marchó a Honduras, patria de su esposa, donde murió el 20 de septiembre de 1924. Sus restos fueron trasladados a Cuba y depositados en el cementerio de Colón en abril de 1958.

## Monumento en Mayagüez
En 2013, el municipio de Mayagüez abrió al público una estatua ecuestre de Ríus Rivera en un pequeño parque al lado del Puente Balboa. La escultura, realizada por el artista puertorriqueño Salvador Rivera Cardona, representa al patriota de Mayagüez en Cuba actuando su papel de líder militar con el machete en alto. El sitio ha atraído a turistas y aficionados a la historia.